# Teispes
Teispes (tiếng Ba Tư: چیش‌پیش, Cišpiš (mất 620 TCN) là con trai của Achaemenes và là vị vua thời Ba Tư cổ đại. Ông chinh phục thành phố Anshan của người Elam và xưng là "Vua Anshan", bước tiến đầu tiên dẫn tới sự khởi đầu của Đế quốc Ba Tư. Sau khi ông qua đời, con trưởng tên là Ariaramnes kế vị ở Ba Tư, trong khi đó con thứ là Cyrus I kế vị ở Anshan.